# Danil Alexandrowitsch Glebow
Danil Alexandrowitsch Glebow (russisch Данил Александрович Глебов; * 3. November 1999 in Tomsk) ist ein russischer Fußballspieler.

## Karriere

### Verein
Glebow begann seine Karriere bei Tom Tomsk. Zur Saison 2015/16 wechselte er in die Jugend von Lokomotive Moskau. Im Januar 2017 kam er in die Akademie von Anschi Machatschkala. Im März 2018 stand er gegen Rubin Kasan erstmals im Kader der Profis von Anschi. Sein Debüt für die Profis gab er im Mai 2018 in der Abstiegsrelegation der Premjer-Liga gegen FK Jenissei Krasnojarsk. Im September 2018 debütierte er schließlich auch in der Premjer-Liga, als er am sechsten Spieltag der Saison 2018/19 gegen Krylja Sowetow Samara in der 90. Minute für Roland Gigolajew eingewechselt wurde. In Machatschkala kam er bis zur Winterpause zu acht Erstligaeinsätzen.
Im Januar 2019 wechselte Glebow zum Ligakonkurrenten FK Rostow. Für Rostow absolvierte er bis Saisonende acht Spiele in der Premjer-Liga. In der Saison 2019/20 kam der Mittelfeldspieler zu 19 Einsätzen in der höchsten russischen Spielklasse.

### Nationalmannschaft
Glebow debütierte im März 2019 gegen Schweden für die russische U-21-Auswahl. Mit dieser nahm er 2021 an der EM teil, bei der die Russen allerdings in der Vorrunde ausschieden. Glebow kam während des Turniers in allen drei Partien seines Landes zum Einsatz.
Im Oktober 2021 wurde er von seinem Förderer bei Rostow, Waleri Karpin, ab Juli 2021 russischer Teamtrainer, erstmals für die A-Nationalmannschaft nominiert. Nachdem er während des Oktober-Lehrganges noch nicht zum Einsatz gekommen war, debütierte er am 11. November 2021 für die Sbornaja, als er in der WM-Qualifikation gegen Zypern in der 67. Minute für Daniil Fomin eingewechselt wurde.